# Ibusze Maszudzsi
Ibusze Maszudzsi (井伏 鱒二; Hepburn: Masuji Ibuse; Kamo, 1898. február 15. – 1993. július 10.) japán író, esszéista, költő.

## Élete
Kamo faluban született, Hirosima prefektúrában, kisbirtokos paraszti családban. 1917-ben Tokióba költözött, francia és orosz irodalmat tanult a Vaszeda Egyetemen, továbbá festészetet a Nihon Bidzsucu Gakkó-n (Japán Képzőművészeti Főiskola). Pártfogója volt a híres írónak, Dazai Oszamu-nak, aki szívesen fordult hozzá, megmutatta elkészült műveit. Az 1920-as évektől írói elismertsége egyre nőtt, különféle díjakat kapott (Naoki-díj, Noma-díj, Kultúra-érdemrend). A második világháború alatt kénytelen-kelletlen propagandistaként szolgált Szingapúrban. A hirosimai atomtámadáskor nem volt jelen szülőföldjén, de számos rokona áldozatul esett. Ibusze 95 éves korában, tüdőgyulladásban halt meg.

## Művészete
Több stílussal kísérletezett, az „énregényt” elevenséggel töltötte meg, a régi, romantikus japán természetlírát robusztus, epikus erővel ruházta fel, a modern japán próza gyakori szentimentalizmusát száraz humorával vegyítette. Korai novellái közül nem egy állandó antológiadarab lett: „A szalamandra” (Szansóuo, 1923–29), Koi („A ponty”, 1926), Jofuke to ume no hana („Szilvavirág éjjel”, 1928).
Szazanami gunki („Hullámzó vizek: háborús történet”, 1930–38) című kisregénye a 12. századi szamurájháborúk során egy fiatal Taira harcos bevezetését ábrázolja a brutális világba. Dzson Mandzsiró hjórjúki („John Manjiro, a hajótörött”, 1937) című másik kisregénye megtörtént esetet dolgoz fel: egy japán halász elvetődését Amerikába, majd haza abban az időben, amikor Japán hermetikusan elzárkózott a külvilágtól.
Leghosszabb és legfontosabb regénye, A fekete eső (Kuroi ame, 1966) a hirosimai atomtámadásról szól, s nem is annyira a pusztítás teljességét dolgozza fel, mint inkább a délvidék természeti szépségét s az emberek hétköznapi civakodásait, cselekedeteit veti szembe a holokauszt szörnyűségével. Főszereplői egy férj, feleség és unokahúg – az utóbbi, Jaszuko nem kapott sugárbetegséget, mert éppen a városon kívül tartózkodott a bomba ledobásakor, s ezt próbálja a többi családtag naplóbejegyzésekkel bizonyítani, amikor férjet keresnek neki. Mire a vőlegényt sikerül meggyőzni, Jaszuko súlyosan megbetegszik: kiderül, hogy azon a bizonyos napon elkapta egy zápor, s ez a „fekete eső” nem volt más, mint a radioaktív csapadék. Imamura Sóhei 1989-ben filmet forgatott belőle.

## Művei magyarul
- A szalamandra, in: Égtájak, Európa, 1977; ISSN 0133-4107
- A fekete eső; ford. Dávid Gábor; Európa, Bp., 1978; ISBN 963-07-1482-5